# Weichang
Weichang är ett autonomt härad för manchuer och mongoler som lyder under Chengdes stad på prefekturnivå i Hebei-provinsen i norra Kina. Det ligger omkring 270 kilometer norr om huvudstaden Peking. 